# Cabangan
Cabangan ([kaˈβaŋɡan]) es un municipio filipino de cuarta categoría, situado en la parte sur de la isla de Luzón. Forma parte del Segundo Distrito Electoral de la provincia de Zambales situada en la Región Administrativa de Luzón Central, también denominada Región IV-A.

## Geografía
Municipio situado en el centro de la provincia.
Su término linda al norte y este con el de Botolan; al sur con el de San Felipe; y al oeste con el Mar de la China Meridional.

### Barangays
El municipio  de Cabangan se divide, a los efectos administrativos, en 22 barangayes o barrios, conforme a la siguiente relación:
| - Anonang - Apo-apo - Arew - Banuanbayo (Población) - Cadmang-Reserva - Camiling o Camiing - Casabaan | - Del Carmen (Población) - Dolores (Población) - Felmida-Díaz - Laoag - Lomboy - Longos | - Mabanglit - Nuevo San Juan - San Antonio - San Isidro - San Juan (Población) | - San Rafael - Santa Rita - Santo Niño - Tondó |  |